# أحمد بن محمد الضبيب
أحمد بن محمد الضبيب (ولد 1354 هـ / 1935 م) باحث ومحقِّق وكاتب سعودي، وأستاذ جامعي. كان عضوًا في مجلس الشورى السعودي، ومديرًا لجامعة الملك سعود فيما بين 1990- 1996. صدرت له العديد من المؤلفات والتحقيقات في التراث العربي والتراث السعودي، منها "معجم مطبوعات التراث في المملكة العربية السعودية" الذي حصل به على الجائزة العربية في تحقيق التراث عام 2018- 2019 من معهد المخطوطات العربية في القاهرة. وهو عضو المجامع اللغوية العربية، في دمشق والقاهرة وبغداد، وأول أمين عام لجائزة الملك فيصل العالمية.

## ولادته وتحصيله
وُلد أبو عَمرو، الأستاذ الدكتور أحمد بن محمد بن حسن الضُّبَيْب بمكة المكرمة، سنة 1354هـ/ 1935، لأسرة من مدينة المجمعة في مِنطَقة الرياض من بلاد نجد. 
نشأ في المدينة المنوَّرة، وبها أكمل تعليمه الابتدائي والثانوي. ثم رحل إلى مصر لاستكمال دراسته فحصل على شهادة (بكالوريوس) من قسم اللغة العربية بكلية الآداب في جامعة القاهرة، سنة 1380هـ/ 1960م. ثم ابتُعث إلى إنجلترا وحصل على شهادة (دكتوراه) من قسم اللغات السامية بجامعة ليدز، سنة 1386هـ/ 1966، وكان عنوان أطروحته "دراسات نقدية مقارنة للأمثال العربية القديمة في كتاب مَجمَع الأمثال للمَيداني".

## وظائفه وأعماله
بدأ الضُّبَيب عمله مدرِّسًا جامعيًّا في جامعة الملك سعود، وتولى عدَّة مناصب فيها، فكان رئيسَ قسم اللغة العربية من 1972 إلى 1974، وعميدَ شؤون المكتبات من 1974 إلى 1980. ثم تولَّى منصبَ نائب مدير جامعة الملك سعود من 1986 إلى 1990، ثم عُيِّن مديرًا للجامعة من 1410- 1416هـ/ 1990- 1996. وفي إبَّان إدارته للجامعة عمل على فكِّ التداخل بين كليتَي الآداب والعلوم من جهة، وكلية التربية من جهة أُخرى، وأنشأ كلية اللغات.

### نشاطاته
- رئيس تحرير مجلة العرب التي أسَّسها حمد الجاسر.
- عضو مراسل في مجمع اللغة العربية بدمشق، منذ عام 2000.[8]
- عضو عامل في مجمع اللغة العربية في القاهرة، منذ 2004.[9]
- عضو في مجلس الشورى السعودي، من 1998- 2010.
- عضو أكاديمية المملكة المغربية في الرباط.
- عضو عدَّة مجالس عُليا ومجالس علمية في المملكة العربية السعودية والعالم العربي.[10]

## كتبه وآثاره
1. كتاب الأمثال، لأبي فَيْد مُؤَرِّج بن عَمْرو السَّدُوسي، دراسة وتحقيق.[11]
2. دراسات في لهجات شرقي الجزيرة العربية، ترجمة مع تقديم وتعليق لكتاب د. ت. م. جونستون.
3. الأعمش الظريف.
4. آثار الشيخ محمد بن عبد الوهَّاب.
5. على مرافئ التراث، أبحاث ودراسات نقدية.
6. بواكير الطباعة والمطبوعات في بلاد الحرمين الشريفين.
7. أوراق رياضية (نسبة إلى الرياض) مقالات.
8. اللغة العربية في عصر العولمة.
9. معجم مطبوعات التراث في المملكة العربية السعودية، في 8 مجلدات، كرسي الدكتور عبد العزيز المانع لدراسات اللغة العربية وآدابها في جامعة الملك سعود، 2015.[12] ويتضمن وصفًا تعريفيًّا دقيقًا لـ 2984 كتابًا من كتب التراث التي طُبعت في المملكة العربية السعودية، منذ دخول الطباعة في مكة المكرمة سنة 1300هـ/ 1883م حتى تأليف الكتاب عام 2013.[13]
10. العرب والخِيار اللغوي: دراسات ومقالات في الواقع اللغوي العربي المعاصر، نادي القصيم الأدبي، 2016.[14]
11. حركة إحياء التراث في المملكة العربية السعودية: دراسة تاريخية تحليلية نقدية، 2020.[15]
12. حَمَد الجاسر والتراث: قراءات في فكره ومنهجه، 2020.[16]

## تكريمه
- قُلِّد ميدالية الاستحقاق من الدرجة الأولى من المملكة العربية السعودية،[17] وهي جائزة تُمنَح للمدنيين من السعوديين.
- كُرِّم في افتتاح معرِض جُدَّة الدَّولي للكتاب عام 2017، مع شخصيات ثقافية أُخرى أسهمت في «صناعة التأليف وقضايا الكتاب والنشر».[18]
- حصل عن كتابه "معجم مطبوعات التراث في المملكة العربية السعودية" على الجائزة العربية في تحقيق التراث لعام 2018- 2019، من معهد المخطوطات العربية في القاهرة، التابع للمنظمة العربية للتربية والثقافة والعلوم.